# Macrhybopsis
Macrhybopsis is een geslacht van straalvinnige vissen uit de familie van karpers (Cyprinidae).

## Soorten
- Macrhybopsis aestivalis (Girard, 1856)
- Macrhybopsis australis (Hubbs & Ortenburger, 1929)
- Macrhybopsis gelida (Girard, 1856)
- Macrhybopsis hyostoma (Gilbert, 1884)
- Macrhybopsis marconis (Jordan & Gilbert, 1886)
- Macrhybopsis meeki (Jordan & Evermann, 1896)
- Macrhybopsis storeriana (Kirtland, 1845)
- Macrhybopsis tetranema (Gilbert, 1886)